# Psychotria flavida
Psychotria flavida är en måreväxtart som beskrevs av Talbot. Psychotria flavida ingår i släktet Psychotria och familjen måreväxter. Inga underarter finns listade i Catalogue of Life.